# زدينيك زيكان
زدينيك زيكان (مواليد 10 نوفمبر 1937) هو لاعب كرة قدم. يلعب مع منتخب تشيكوسلوفاكيا لكرة القدم. سبق له أن لعب في كأس العالم لكرة القدم مع منتخب بلاده.

## روابط خارجية
- زدينيك زيكان على موقع الاتحاد الدولي (مؤرشف)  (الإنجليزية)
- زدينيك زيكان على موقع قاعدة بيانات كرة القدم.إي يو (الإنجليزية)
- زدينيك زيكان على موقع بيانات كرة القدم. دي إي (الألمانية)
- زدينيك زيكان على موقع ناشيونال فوتبول تيمز (الإنجليزية)
- زدينيك زيكان على موقع Soccerway.com (الإنجليزية)
- زدينيك زيكان على موقع عالم كرة القدم.نت (الإنجليزية)